# Риднур, Люк
Лукас Робин «Люк» Риднур (англ. Lucas Robin "Luke" Ridnour; родился 13 февраля 1981 года, Кер-д’Ален, Айдахо) — американский профессиональный баскетболист, выступавший в Национальной баскетбольной ассоциации. Играл на позиции разыгрывающего защитника. Был выбран на драфте НБА 2003 года в 1-м раунде под общим 14-м номером командой «Сиэтл Суперсоникс».

## Школа и колледж
Люк — сын Роба Риднура, бывшего баскетбольного тренера школьного уровня, а также команды Международной баскетбольной лиги «Беллингэм Слэм». Когда Люк учился в школе, он мог брать ключи от спортзала и тренироваться там по ночам. Был в составе баскетбольной команды школы Блэйн, в 2000 году включался в состав сборной всех штатов по версии Макдональда и Парада для выпускников.
Риднур поступил в Университет штата Орегон, где его партнером по команде был Люк Джексон. Дважды с командой «Дакс» выступал в чемпионате NCAA. В 2002 году команде удалось попасть в восьмерку сильнейших. Установил рекорд колледжа по количеству результативных передач за сезон (218), а также рекорд конференции по количеству точных штрафных бросков подряд (62). В среднем за игру Люк набирал 19,7 очка и отдавал 6,6 передач. Во второй год пребывания в Орегоне Риднур был назван Игроком Года Тихоокеанской конференции (Pac-10).

## Карьера в НБА

### Сиэтл Суперсоникс
Люк был задрафтован под 14-м номером Драфте НБА 2003 года командой «Сиэтл Суперсоникс». Несмотря на дебютный сезон в НБА, Люк выступал как основной разыгрывающий команды в сезоне 2004-05. Принимал участие в Матче всех звёзд 2005 года, играя в Матче новичков и Конкурсе талантов.

### Милуоки Бакс
13 августа 2008 года был включен в сделку между тремя командами («Соникс», которая стала называться «Оклахома-Сити Тандер», «Милуоки Бакс» и «Кливленд Кавальерс»), в которой приняли участие шесть игроков. «Милуоки» отправил в «Кливленд» Мо Уильямса, принадлежащие «Кливленду» Джо Смит и «Милуоки» Десмонд Мэйсон отправились в «Оклахому». Игрок «Кливленда» Дэймон Джонс, Риднур и Адриан Гриффин отправились в «Милуоки».

### Миннесота Тимбервулвз
21 июля 2010 года Риднур подписал четырёхлетний контракт с «Миннесота Тимбервулвз», сумма составила $16 млн.

### Снова в «Милуоки»
11 июля 2013 года Риднур в результате трёхсторонней сделки через «Оклахому», оказался в «Милуоки», а «Миннесота» получила Кевина Мартина.

### Шарлотт Бобкэтс
20 февраля 2014 года Риднур вместе с другим игроком «Милуоки» Гэри Нилом был обменян в «Шарлотт Бобкэтс», в «Милуоки» отправился Рамон Сешнс и Джефф Эдриен.

## Статистика

### Статистика в НБА
| Сезон                                                                                    | Команда   | Регулярный сезон | Регулярный сезон | Регулярный сезон | Регулярный сезон | Регулярный сезон | Регулярный сезон | Регулярный сезон | Регулярный сезон | Регулярный сезон | Регулярный сезон | Регулярный сезон | Серия плей-офф | Серия плей-офф | Серия плей-офф | Серия плей-офф | Серия плей-офф | Серия плей-офф | Серия плей-офф | Серия плей-офф | Серия плей-офф | Серия плей-офф | Серия плей-офф |
| Сезон                                                                                    | Команда   | GP               | GS               | MPG              | FG%              | 3P%              | FT%              | RPG              | APG              | SPG              | BPG              | PPG              | GP             | GS             | MPG            | FG%            | 3P%            | FT%            | RPG            | APG            | SPG            | BPG            | PPG            |
| ---------------------------------------------------------------------------------------- | --------- | ---------------- | ---------------- | ---------------- | ---------------- | ---------------- | ---------------- | ---------------- | ---------------- | ---------------- | ---------------- | ---------------- | -------------- | -------------- | -------------- | -------------- | -------------- | -------------- | -------------- | -------------- | -------------- | -------------- | -------------- |
| 2003/04                                                                                  | Сиэтл     | 69               | 7                | 16,2             | 41,4             | 33,8             | 82,3             | 1,6              | 2,4              | 0,8              | 0,1              | 5,5              | Не участвовал  | Не участвовал  | Не участвовал  | Не участвовал  | Не участвовал  | Не участвовал  | Не участвовал  | Не участвовал  | Не участвовал  | Не участвовал  | Не участвовал  |
| 2004/05                                                                                  | Сиэтл     | 82               | 82               | 31,4             | 40,5             | 37,6             | 88,3             | 2,5              | 5,9              | 1,1              | 0,3              | 10,0             | 11             | 11             | 34,4           | 39,3           | 23,5           | 95,0           | 3,3            | 4,3            | 1,2            | 0,7            | 9,7            |
| 2005/06                                                                                  | Сиэтл     | 79               | 77               | 33,2             | 41,8             | 28,9             | 87,7             | 3,0              | 7,0              | 1,6              | 0,3              | 11,5             | Не участвовал  | Не участвовал  | Не участвовал  | Не участвовал  | Не участвовал  | Не участвовал  | Не участвовал  | Не участвовал  | Не участвовал  | Не участвовал  | Не участвовал  |
| 2006/07                                                                                  | Сиэтл     | 71               | 58               | 29,5             | 43,3             | 35,3             | 80,5             | 2,3              | 5,2              | 1,2              | 0,3              | 11,0             | Не участвовал  | Не участвовал  | Не участвовал  | Не участвовал  | Не участвовал  | Не участвовал  | Не участвовал  | Не участвовал  | Не участвовал  | Не участвовал  | Не участвовал  |
| 2007/08                                                                                  | Сиэтл     | 61               | 5                | 20,0             | 39,9             | 29,6             | 85,7             | 1,5              | 4,0              | 0,6              | 0,2              | 6,4              | Не участвовал  | Не участвовал  | Не участвовал  | Не участвовал  | Не участвовал  | Не участвовал  | Не участвовал  | Не участвовал  | Не участвовал  | Не участвовал  | Не участвовал  |
| 2008/09                                                                                  | Милуоки   | 72               | 50               | 28,2             | 40,3             | 35,0             | 86,9             | 3,0              | 5,1              | 1,3              | 0,2              | 9,6              | Не участвовал  | Не участвовал  | Не участвовал  | Не участвовал  | Не участвовал  | Не участвовал  | Не участвовал  | Не участвовал  | Не участвовал  | Не участвовал  | Не участвовал  |
| 2009/10                                                                                  | Милуоки   | 82               | 0                | 21,4             | 47,8             | 38,1             | 90,7             | 1,7              | 4,0              | 0,7              | 0,1              | 10,4             | 7              | 0              | 17,3           | 46,7           | 35,7           | 83,3           | 1,9            | 1,9            | 0,6            | 0,1            | 8,1            |
| 2010/11                                                                                  | Миннесота | 71               | 66               | 30,4             | 46,8             | 44,0             | 88,3             | 2,8              | 5,4              | 1,3              | 0,1              | 11,8             | Не участвовал  | Не участвовал  | Не участвовал  | Не участвовал  | Не участвовал  | Не участвовал  | Не участвовал  | Не участвовал  | Не участвовал  | Не участвовал  | Не участвовал  |
| 2011/12                                                                                  | Миннесота | 53               | 53               | 33,0             | 44,0             | 32,2             | 89,1             | 2,7              | 4,8              | 1,1              | 0,3              | 12,1             | Не участвовал  | Не участвовал  | Не участвовал  | Не участвовал  | Не участвовал  | Не участвовал  | Не участвовал  | Не участвовал  | Не участвовал  | Не участвовал  | Не участвовал  |
| 2012/13                                                                                  | Миннесота | 82               | 82               | 30,2             | 45,3             | 31,1             | 84,8             | 2,5              | 3,8              | 1,0              | 0,2              | 11,5             | Не участвовал  | Не участвовал  | Не участвовал  | Не участвовал  | Не участвовал  | Не участвовал  | Не участвовал  | Не участвовал  | Не участвовал  | Не участвовал  | Не участвовал  |
| 2013/14                                                                                  | Милуоки   | 36               | 12               | 21,2             | 38,4             | 36,8             | 68,4             | 1,7              | 3,4              | 0,6              | 0,1              | 5,7              | Не участвовал  | Не участвовал  | Не участвовал  | Не участвовал  | Не участвовал  | Не участвовал  | Не участвовал  | Не участвовал  | Не участвовал  | Не участвовал  | Не участвовал  |
| 2013/14                                                                                  | Шарлотт   | 25               | 2                | 15,1             | 38,9             | 30,0             | 57,1             | 1,4              | 2,2              | 0,4              | 0,2              | 4,0              | 4              | 0              | 9,1            | 30,8           | 33,3           | -              | 1,0            | 3,0            | 0,0            | 0,3            | 2,5            |
| 2014/15                                                                                  | Орландо   | 47               | 0                | 14,5             | 42,6             | 31,7             | 85,7             | 1,4              | 2,0              | 0,4              | 0,1              | 4,0              | Не участвовал  | Не участвовал  | Не участвовал  | Не участвовал  | Не участвовал  | Не участвовал  | Не участвовал  | Не участвовал  | Не участвовал  | Не участвовал  | Не участвовал  |
|                                                                                          | Всего     | 830              | 494              | 26,1             | 43,1             | 34,9             | 86,2             | 2,3              | 4,5              | 1,0              | 0,2              | 9,3              | 22             | 11             | 24,4           | 40,6           | 29,7           | 90,6           | 2,4            | 3,3            | 0,8            | 0,5            | 7,9            |
| Наведите курсор мыши на аббревиатуры в заголовке таблицы, чтобы прочесть их расшифровку. |           |                  |                  |                  |                  |                  |                  |                  |                  |                  |                  |                  |                |                |                |                |                |                |                |                |                |                |                |

### Статистика в NCAA
| Сезон | Команда | Conf   | Class | GP | GS | MPG  | FG%  | 3P%  | FT%  | RPG | APG | SPG | BPG | PPG  |
| --- | ------- | ------ | ----- | -- | -- | ---- | ---- | ---- | ---- | --- | --- | --- | --- | ---- |
| 2000/01 | Орегон  | Pac-10 | FR    | 28 | 28 | 30,3 | 33,9 | 29,3 | 79,2 | 2,5 | 3,8 | 1,0 | 0,1 | 7,4  |
| 2001/02 | Орегон  | Pac-10 | SO    | 35 | 35 | 34,5 | 46,8 | 44,1 | 86,7 | 2,9 | 5,0 | 1,7 | 0,1 | 15,5 |
| 2002/03 | Орегон  | Pac-10 | JR    | 33 | 33 | 35,4 | 43,2 | 38,2 | 88,0 | 3,4 | 6,6 | 1,9 | 0,1 | 19,7 |
| Всего | Всего   | Всего  | Всего | 96 | 96 | 33,6 | 42,9 | 38,9 | 85,9 | 3,0 | 5,2 | 1,6 | 0,1 | 14,6 |
| Наведите курсор мыши на аббревиатуры в заголовке таблицы, чтобы прочесть их расшифровку Статистика приведена с сайта sports-reference.com |         |        |       |    |    |      |      |      |      |     |     |     |     |      |